# 滨海圣布里亚克
滨海圣布里亚克（法語：Saint-Briac-sur-Mer，法語發音：[sɛ̃ bʁijak syʁ mɛʁ]）是法国伊勒-维莱讷省的一个市镇，位于该省西北部，属于圣马洛区。

## 地理
滨海圣布里亚克（48°37'13"N, 2°8'2"W）面积8.06 平方千米，位于法国布列塔尼大區伊勒-维莱讷省，该省份为法国西北部沿海省份，位于布列塔尼半岛东部，北濒大西洋，西接阿摩尔滨海省和莫尔比昂省，南至大西洋卢瓦尔省，西南端接曼恩-卢瓦尔省，东临马耶讷省，东北与芒什省接壤。
与滨海圣布里亚克接壤的市镇（或旧市镇、城区）包括：普勒尔蒂、圣吕奈尔、朗雪、滨海博赛。

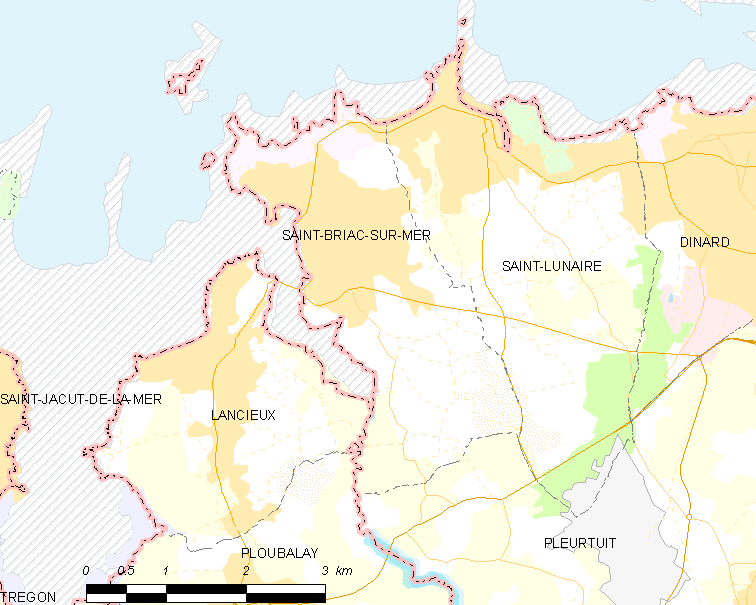
滨海圣布里亚克的OSM定位图

滨海圣布里亚克的时区为UTC+01:00、UTC+02:00（夏令时）。

## 行政
滨海圣布里亚克的邮政编码为35800，INSEE市镇编码为35256。

## 政治
滨海圣布里亚克所属的省级选区为圣马洛第二县。

## 人口

1962-2008年间滨海圣布里亚克人口变化图示

滨海圣布里亚克于2022年1月1日时的人口数量为2228人。